# Sobieradz, Hạt Choszczno
Sobieradz [sɔˈbjɛrat͡s] là một ngôi làng thuộc khu hành chính của Gmina Krzęcin, thuộc quận Choszczno, West Pomeranian Voivodeship, phía tây bắc Ba Lan. Nó nằm khoảng 7 kilômét (4 mi)  phía tây Krzęcin, 12 km (7 mi) phía nam Choszczno, và 67 km (42 mi) về phía đông nam của thủ đô khu vực Szczecin.
Trước năm 1945, khu vực này là một phần của Đức. Đối với lịch sử của khu vực, xem Lịch sử của Pomerania.